# Надя Обретенова
Надя Емилова Обретенова е българска журналистка от БНТ, водеща на „По света и у нас“. Обучава неправителствени организации при взимане на маркетингови и пиар решения. Тя е преподавателка във Факултета по журналистика в Софийския университет „Св. Климент Охридски“.

## Биография
Родена е на 14 август 1970 г. Завършва Висшето транспортно училище в София, след което и журналистика в Софийския университет „Св. Климент Охридски“. Докато е втори курс, през 1994 г. започва работа в Нова телевизия, където работи шест години. В началото на XXI век започва работа в Българската национална телевизия като изпълнителен продуцент „Новини“. Става водеща на „По света и у нас“ и автор на журналистически разследвания и документални филми.
През 2017 г. получава отличието „Достоен българин“. Журналистическите ѝ разследвания, свързани с изборни нарушения и финансови злоупотреби, са отличавани от фондация „Гардиън“, СБЖ, „Детектив фест“, Москва, фондация „Радостина Константинова“ и др.